# Алезия
Алезия е столицата на мандубиите, едно от келтските племена, населяващи Галия. След завоюването му от Юлий Цезар е превърнат в римски град. На мястото на днешното селище Ализе Сент Рен (в департамента Кот д'Ор в Бургундия, за което се твърди, че е разположено на мястото на Алезия)се извършват археологически разкопки още от времето на Наполеон III. И днес често се правят нови открития на това гало-римско поселение на платото Монт Уксоа. В резултат на последните разкопки, в тамошния музей е изложена нова находка с надписа IN ALISIIA, което окончателно разсейва съмненията на някои археолози относно идентичността на града.

## Съмнения през годините
По-рано е имало други, не толкова академично обосновани теории за местоположението на Алезия, които твърдят, че селището е разположено в областта Франш Конте или около Салин льо Ба (в днешния департамент Юра). Несигурността, обграждаща местоположението на града е сполучливо пародирана в книгата за Астерикс Asterix and the Chieftain's Shield, в която персонажите, в този случай заради галската си гордост, постоянно отричат, че знаят мястото на града (Не знам къде е Алезия! или Никой не знае къде е Алезия!).

## Битката с римляните
Около 52 г. пр.н.е., Алезия е място на решаващата битка между римляните, под водачеството на Юлий Цезар, и галите на Версенжеторикс. Изходът на битката определя съдбата на региона: с победата си римляните печелят войната и завладяват цяла Галия. Битката е описана в детайли от Цезар в неговите Записки за Галската война (кн. 7, 68-69). Последното изследване край Ализе Сент Рен може подробно да потвърди описаната обсада. Тук са били предприети огромни по размер мерки: само за шест седмици е издигнат 15 км дълъг пръстен от укрепления от насипи и окопи около Алезия. В допълнение към него е издигнат и друг, външен - 21 км дълъг, насочен навън с цел да предотврати присъединяването на покрепления (около 250 000 души според Цезар) към обсадените гали. Останки от укрепленията са открити от археолози чрез аерофотография.